# Joseph Hilarius Eckhel
Joseph Hilarius (von) Eckhel (ur. 13 stycznia 1737 w Enzersfeld w Dolnej Austrii, zm. 16 maja 1798 w Wiedniu) – austriacki numizmatyk, duchowny (jezuita), twórca numizmatyki naukowej.

## Życie
Urodzony w rodzinie zarządcy dóbr księcia Montecuccoli, ukończył najpierw szkołę jezuicką, a następnie po odbyciu nowicjatu wstąpił w Wiedniu (1751) do zakonu jezuitów (Societas Jesu). Oprócz przyswojenia sobie wiedzy klasycznej wraz z greką i hebrajskim, studiował teologię w Leoben i filozofię oraz matematykę w Grazu. Po otrzymaniu święceń kapłańskich (1764) podjął działalność jako wykładowca w Leoben, Steyr i Wiedniu, gdzie w kolegium jezuickim wykładał retorykę. 
Numizmatyką zaczął interesować się i zajmować pod wpływem jezuity Josepha Khella prowadzącego tam gabinet numizmatyczny, a poświęcił się jej całkowicie wskutek choroby uniemożliwiającej mu nauczanie (1772). Wspólnie z Khellem bądź samodzielnie opracował numizmatyczne kolekcje P. Granelli, de Savorgnano oraz węgierskich arystokratów – hr. Mihaly Viczaya i hr. Pála Festeticsa, które weszły w skład zbiorów cesarskich. Za zezwoleniem władz zakonu w sierpniu 1772 r. udał się w podróż naukową do Włoch – do Bolonii, Rzymu i Florencji, gdzie zajmował się kolekcją numizmatów wielkiego księcia Toskanii (późniejszego cesarza Leopolda II) zawierającą dawny zbiór kardynała Leopoldo de′Medici.
Powróciwszy do Wiednia już po kasacie w Austrii zakonu jezuitów, powołany został przez cesarzową Marię Teresę na stanowisko kuratora działu monet antycznych w Cesarskim Gabinecie Monet (1775), a po śmierci swego zwierzchnika został dyrektorem całości zbioru (1776). W tymże roku ogłosił drukiem wybór monet ze zbiorów Habsburgów jako pierwszą swą doniosłą publikację numizmatyczną. Równolegle powołano go na profesora w katedrze starożytności i nauk pomocniczych historii na Uniwersytecie Wiedeńskim (1775). Obydwie te funkcje pełnił dozgonnie.
Zmarł i pochowany został w Wiedniu, gdzie w 1872 r. nazwano jego nazwiskiem ulicę (Eckhelgasse) w dzielnicy Favoriten. W 1880 na polecenie wiedeńskiego Towarzystwa Numizmatycznego wybito ku jego czci medal portretowy projektu A. Scharffa.

## Dzieło numizmatyczne

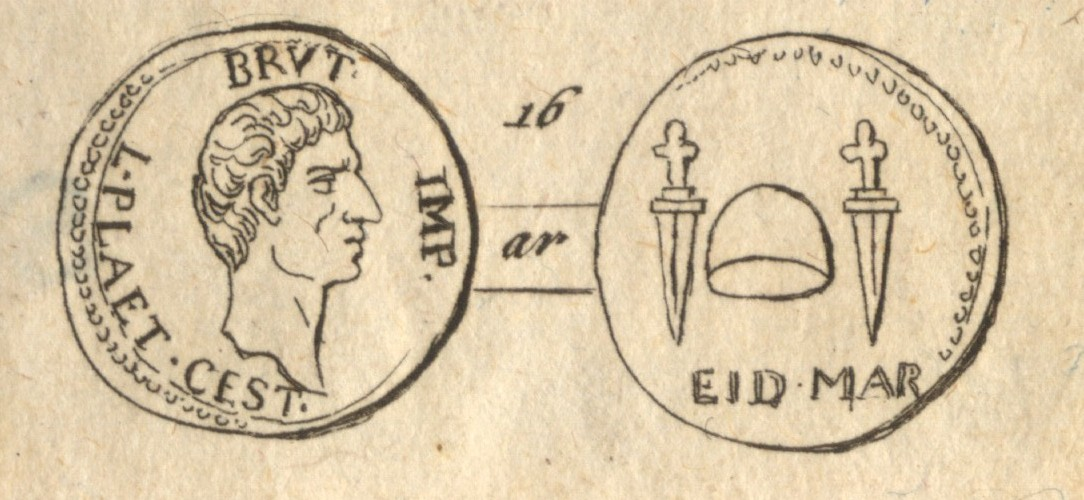
Przerys monety w podręczniku Eckhela

Nazywany częstokroć "ojcem wiedzy numizmatycznej" i "koryfeuszem numizmatyków", Eckhel uważany jest za faktycznego twórcę numizmatyki naukowej. Za jego najwybitniejsze dzieło uchodzi 8-tomowy erudycyjny traktat Doctrina numorum veterum (1792-1798), w którym wyłożył dostępną wówczas wiedzę numizmatyczną wraz ze sformułowanymi przez siebie zasadami. Stosując je w pracy naukowej, kładł nacisk na wierne i staranne opisy przedstawień i legend poszczególnych numizmatów, z dokładnym uwzględnieniem rodzaju materiału (metalu, stopu) i zaznaczaniem wykrytych przy tym imitacji i fałszerstw. W ten sposób sklasyfikował ponad 70 tys. typów monet.
Zbiory muzealne organizował, porządkował i opisywał według nowych kryteriów: z wyraźnym podziałem na monety greckie oraz rzymskie, szeregowane z kolei w układzie geograficznym wokół basenu Morza Śródziemnego (z zachodu Europy na wschód, a następnie znów w kierunku zachodnim na lądzie afrykańskim). Monety rzymskie podzielił chronologicznie na wczesny pieniądz odlewany (aes grave), na bite stemplem monety republikańskie – anonimowe i sygnowane imiennie przez monetarii – oraz na emisje cesarskie. Układ ten, obowiązujący w numizmatyce klasycznej do dziś, zastosował przy opracowywaniu nowego dwutomowego katalogu z komentarzem krytycznym, zatytułowanego Catalogus Musei Caesarei Vindobonensis numorum veterum (1779). Był też autorem napisanego na polecenie cesarza Józefa II podręcznika Kurzgefasste Anfangsgründe zur alten Numismatik (1786), tłumaczonego na francuski, włoski i łacinę, i szeroko używanego w Europie w ciągu niemal stulecia.

## Inne najważniejsze publikacje
- Numi veteres anecdoti ex Museis Caesareo Vindobonensi (2 tomy, 1775)
- Sylloge II numorum veterum anecdotorum Thesauri Caesarei cum commentariis (1786)
- Descriptio numorum Antiochiae Syriae (1786)
- Choix de pierres gravées du Cabinet Imperial des Antiques – opis zbioru gemm (1788)
- Addenda – rękopisy opublikowane pośmiertnie przez Antona von Steinbüchela (1826)